# Regioni economiche della Russia
     Centrale
     Terra nera centrale
     Siberia orientale
     Estremo Oriente
     Settentrionale
     Caucaso settentrionale
     Nordoccidentale
     Volga
     Urali
     Volga-Vjatka
     Siberia occidentale
     Kaliningrad

Regioni economiche della Russia:
Centrale
Terra nera centrale
Siberia orientale
Estremo Oriente
Settentrionale
Caucaso settentrionale
Nordoccidentale
Volga
Urali
Volga-Vjatka
Siberia occidentale
Kaliningrad

Le regioni economiche della Russia (in russo экономи́ческие райо́ны, ėkonomičeskie rajony?) sono delle ripartizioni a fini economici e statistici del territorio della Federazione russa.
Le regioni economiche sono costituite da gruppi di unità amministrative individuati in base a caratteristiche condivise, fra cui:
- la situazione economica e il potenziale di sviluppo;
- le caratteristiche climatiche, ecologiche e geologiche;
- le condizioni di vita medie della popolazione.

Nessun soggetto federale russo può appartenere a più di una regione economica.
Le regioni economiche sono a loro volta raggruppate in zone economiche (chiamate anche macrozone). La creazione o la soppressione delle regioni economiche o delle zone economiche, così come i cambiamenti della loro composizione, sono decise a livello del governo federale russo.
La divisione del territorio in regioni economiche è diversa da quella in circondari federali, dal momento che le prime hanno scopi economici e statistici, i secondi esclusivamente amministrativi.
Nel territorio russo vengono individuate 12 regioni economiche (indicate nella tabella a fianco).